# Скриточуб гімалайський
Скриточу́б гімалайський (Phylloscopus intermedius) — вид горобцеподібних птахів родини вівчарикових (Phylloscopidae). Мешкає в Гімалаях і Південно-Східній Азії. Раніше цей вид відносили до роду Скриточуб (Seicercus), однак за результатами молекулярно-філогенетичного дослідження, опублікованого у 2018 році, його було переведено до роду Вівчарик (Phylloscopus).

## Опис

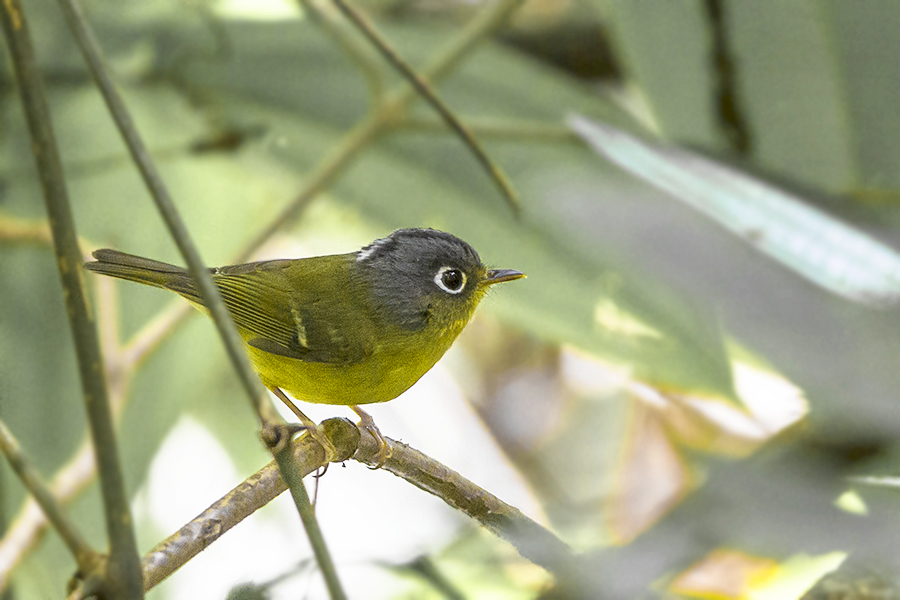
Гімалайський скриточуб

Довжина птаха становить 11-12 см. Верхня частина тіла оливково-зелена, нижня частина тіла жовта. Голова сіра. На тімені біла смуга, з боків окаймлена чорнуватими смугами. Над очима темно-сірі "брови", навколо очей білі кільця.

## Підвиди
Виділяють три підвиди:
- P. i. zosterops Elliott, A & del Hoyo, 2016 — від східних Гімалаїв до південного Китаю, північного Лаосу і північного В'єтнаму;
- P. i. intermedius (La Touche, 1898) — гори центрального і південно-східного Китаю (північно-західний Фуцзянь), Взимку мігрують на південний захід Китаю і в Індокитай;
- P. i. ocularis (Robinson & Kloss, 1919) — південний В'єтнам.

## Поширення і екологія
Гімалайські скриточуби мешкають в Індії, Непалі, Бутані, Бангладеш, М'янмі, Китаї, В'єтнамі і Лаосі. Вони живуть у вологих гірських і рівнинних тропічних лісах. Гніздяться в гірських вічнозелених і хвойних лісах, на висоті до 2400 м над рівнем моря. Взимку вони мігрують в долини, де зустрічаються у вологих тропічних лісах і бамбукових заростях. Живляться комахами, яких шукають в підліску. Сезон розмноження триває з квітня по червень.